# Zirə FK
Zirə FK is een Azerbeidzjaanse voetbalclub uit Zirə, gelegen in het Khazar rayon van Bakoe.
De club werd in 2014 opgericht en startte in het seizoen 2014/15 in de Azərbaycan Birinci Divizionu waarin het als vijfde eindigde. Omdat de eerste vier clubs geen licentie kregen om op het hoogste niveau uit te komen, promoveerde Zirə naar de Premyer Liqası.
In het debuutseizoen in de Premyer Liqası (2015/16) werd de club tweede achter FK Qarabağ. Zirə FK debuteerde in de UEFA Europa League 2017/18 in een Europese competitie waarin de club in de tweede voorronde werd uitgeschakeld door het Roemeense Astra Giurgiu (1-3, 0-0).

## Zirə FK in Europa
Uitslagen vanuit gezichtspunt Zirə FK
| Seizoen                                                    | Competitie        | Ronde | Land               | Club                     | Totaalscore  | 1e W    | 2e W         | PUC |
| ---------------------------------------------------------- | ----------------- | ----- | ------------------ | ------------------------ | ------------ | ------- | ------------ | --- |
| 2017/18                                                    | Europa League     | 1Q    | Vlag van Luxemburg | FC Differdange 03        | 4-1          | 2-0 (T) | 2-1 (U)      | 2.5 |
| 2017/18                                                    | Europa League     | 2Q    | Vlag van Roemenië  | Astra Giurgiu            | 1-3          | 1-3 (U) | 0-0 (T)      | 2.5 |
| 2022/23                                                    | Conference League | 2Q    | Vlag van Israël    | Maccabi Tel Aviv FC      | 0-3          | 0-3 (T) | 0-0 (U)      | 0.5 |
| 2024/25                                                    | Europa League     | 1Q    | Vlag van Moldavië  | FC Sheriff Tiraspol      | 2-2 (4-5 ns) | 1-0 (U) | 1-2 nv (T)   | 5.0 |
| 2024/25                                                    | Conference League | 2Q    | Vlag van Slowakije | DAC 1904 Dunajská Streda | 6-1          | 4-0 (T) | 2-1 (U)      | 5.0 |
| 2024/25                                                    | Conference League | 3Q    | Vlag van Kroatië   | NK Osijek                | 3-3 (2-1 ns) | 1-1 (U) | 2-2 nv (T)   | 5.0 |
| 2024/25                                                    | Conference League | PO    | Vlag van Cyprus    | Omonia Nicosia           | 1-6          | 0-6 (U) | 1-0 (T)      | 5.0 |
| 2025/26                                                    | Conference League | 2Q    | Vlag van Kroatië   | HNK Hajduk Split         | 2-3          | 1-1 (T) | 1-2 (nv) (U) | 0.5 |
| Totaal aantal behaalde punten voor UEFA coëfficiënten: 8.5 |                   |       |                    |                          |              |         |              |     |

Zie ook
- Deelnemers UEFA-toernooien Azerbeidzjan
- Ranglijst van alle clubs die in de diverse Europa Cups zijn uitgekomen

Araz-Naxçıvan PFK ·
Kəpəz PFK ·
Neftçi ·
Qarabağ ·
Sabah FC ·
Səbail · 
Şamaxı FK ·
Sumqayıt ·
PFK Turan Tovuz ·
Zirə